# László Buday
László Buday (ur. 20 marca 1903 w Koszycach, zm. 27 grudnia 1978 w Budapeszcie) – węgierski strzelec, mistrz świata.
W latach 1932-1947 reprezentował Budapesti Polgári Lövész Egyesület, a od 1935 do 1947 był reprezentantem Węgier w zawodach międzynarodowych. Nie startował nigdy na igrzyskach olimpijskich. Na mistrzostwach świata w 1939 roku w Lucernie zdobył złoty medal w indywidualnym strzelaniu z karabinu dowolnego klęcząc z 50 metrów (zdobył 392 punkty). Wyprzedził bezpośrednio Szwedów: Bertil Rönnmarka i Kurta Johanssona. W zawodach drużynowych uzyskał szóste miejsce. W 1933 i 1934 roku był indywidualnym mistrzem Węgier, w latach 1932-1940 był 26-krotnym drużynowym mistrzem kraju.

## Medale na mistrzostwach świata
Opracowano na podstawie materiału źródłowego:
| Mistrzostwa  | Konkurencja                   | Wynik      | Miejsce |
| ------------ | ----------------------------- | ---------- | ------- |
| Lucerna 1939 | Karabin dowolny klęcząc, 50 m | 392 punkty | 1       |